# Filippo de Monti
Filippo de Monti (* 1625 oder 1626 in Fermo; † 24. Dezember 1680 in Ascoli Piceno) war Bischof von Ascoli Piceno (1670–1680) und Bischof von Teramo (1666–1670).

## Biografie
Filippo de Monti wurde in Fermo, Italien geboren.
Am 11. Januar 1666 wurde er von Papst Alexander VII. zum Bischof von Teramo ernannt und am 17. Januar von Marcantonio Franciotti, Kardinalpriester von Santa Maria della Pace geweiht.
Am 2. Juni 1670 erfolgte von Papst Clemens X. die Ernennung zum Bischof von Ascoli Piceno.
Er diente als Bischof von Ascoli Piceno bis zu seinem Tod am 24. Dezember 1680.